# Arubaito
Arubaito (アルバイト) (do alemão Arbeit, trabalho) é um substantivo japonês que representa trabalhos temporários realizado principalmente por estudantes ou estrangeiros que vão para trabalhar e/ou conhecer o Japão.